# Boemia ai Giochi della II Olimpiade
La Boemia partecipò ai Giochi della II Olimpiade che si sono svolti a Parigi dal 14 maggio al 28 ottobre 1900. La Boemia fu rappresentata da 7 atleti, 6 uomini ed una donna, in 4 discipline.

## Medaglie

### Medagliere per discipline
| Sport            | Oro | Argento | Bronzo | Totale |
| ---------------- | --- | ------- | ------ | ------ |
| Atletica leggera | 0   | 1       | 0      | 1      |
| Tennis           | 0   | 0       | 1      | 1      |
| Totale           | 0   | 1       | 1      | 2      |

### Medaglie d'argento
| Medaglia | Nome                | Sport            | Evento           |
| -------- | ------------------- | ---------------- | ---------------- |
| Argento  | František Janda-Suk | Atletica leggera | Lancio del disco |

### Medaglie di bronzo
| Medaglia | Nome                 | Sport  | Evento              |
| -------- | -------------------- | ------ | ------------------- |
| Bronzo   | Hedwiga Rosenbaumová | Tennis | Singolare femminile |

## Risultati per disciplina

### Atletica leggera
Nell'atletica leggera la Boemia fu rappresentata da quattro atleti. Solo František Janda-Suk ottenne la medaglia d'argento nel lancio del disco. Václav Nový fu eliminato in batteria nei 100 m, Ondřej Pukl fu eliminato in batteria negli 800 m e ottenne uno scarso risultato in finale dei 1500 m mentre Karel Nedvěd fu eliminato in batteria nei 400 m ostacoli.

### Ciclismo
L'unico ciclista boemo fu František Hirsch, il quale venne eliminato nella batteria della gara della velocità.

### Ginnastica
L'unico ginnasta boemo, František Erben, arrivò 32°.

### Tennis
Hedwiga Rosenbaumová, unica tennista, boema conquistò la medaglia di bronzo nel singolare femminile e un'altra medaglia bronzea nel misto doppio con il britannico Archibald Warden, quest'ultima medaglia è attribuita alla squadra mista.